# 九龍仔運動場
九龍仔運動場（英語：Kowloon Tsai Sports Ground）是香港一個田徑運動場，位於九龍仔延文禮士道13號，即九龍仔公園之內，於1964年6月啟用。佔地面積約2.13公頃，由康樂及文化事務署管理。

## 歷史
於1950年代，啟德機場要進行跑道延長工程，因為九龍仔的小山丘位於跑道降落航道。基於安全理由，小山丘一部份被夷平，得來的沙石則用於在九龍灣填海興建跑道，而其餘土地則用以興建九龍仔公園及其內的九龍仔運動場。

## 設施
- 1 個可容納1,248名觀眾的有蓋看台

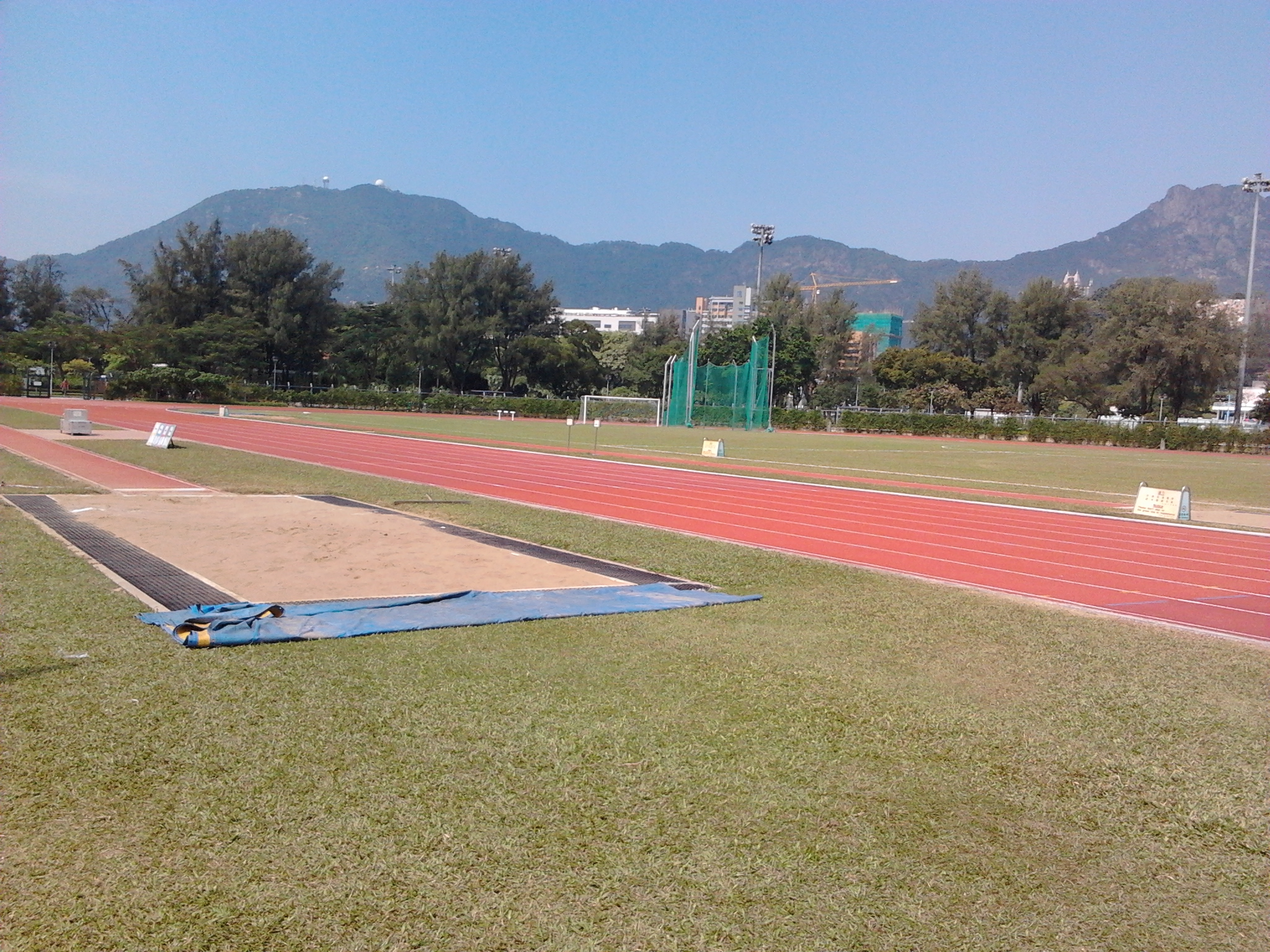
運動場沙池

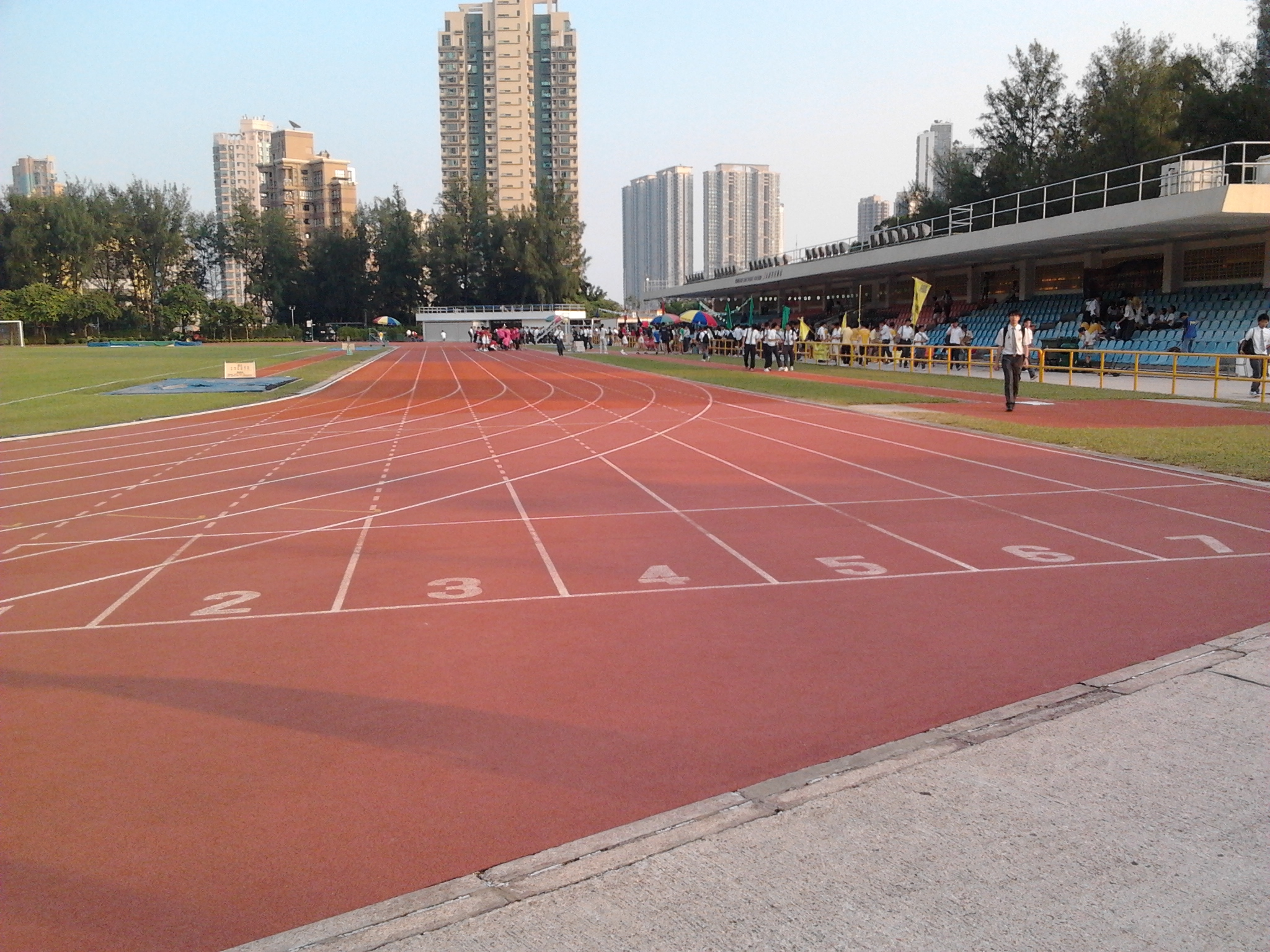
運動場跑道

- 運動場設有1條符合國際標準的全天候8線400米跑道
- 1個標準11人天然草地足球場
- 3個沙池
- 包圍運動場的一個緩跑徑
- 小賣部
- 1個男洗手間和1個女洗手間
- 1個男更衣室連洗手間和殘疾人士洗手間，1個女更衣室連洗手間和殘疾人士洗手間